# Aeroportul Sucua
Aeroportul Sucua (IATA: SUQ, ICAO: SESC) este un aeroport din Morona Santiago⁠(d), Ecuador ce deservește zona Sucúa⁠(d). A fost numit după zona deservită.
Situat la o altitudine de 801 m, aeroportul dispune de o singură pistă.